# Yvonne Pavis
Yvonne Pavis ou Marie Pavis, née Mary Posener le 12 mai 1888 à Hackney (Londres) en Angleterre et morte à une date inconnue, est une actrice et une productrice américaine, du cinéma muet.

## Biographie
Mary Posener naît à Hackney en 1888,. Émigrée aux États-Unis en 1910, elle fait ses débuts à Hollywood avec la Vitagraph Company. Elle prend pour nom de scène Yvonne Pavis ou Marie Pavis.
En 1914, elle se marie avec un certain John William Murray. Sept ans plus tard, sur le point de partir s'installer en Australie, elle obtient le droit de divorcer : Murray a contracté deux autres unions tout en étant toujours marié avec elle.
En Australie, elle fonde en 1922 une société de production avec le réalisateur Lawson Harris (en), baptisée The Yvonne Pavis Production Company. Peu après, la société change de nom, pour devenir Harris Austral Super Films, et produit trois films,.
Yvonne Pavis revient aux États-Unis en 1924. Elle se marie avec Harris, mais le couple divorce en 1925.
On perd sa trace après cette date.

## Filmographie
- 1911 : Easter Babies (court métrage)
- 1914 : Mrs. Black Is Back
- 1914 : The Honeymooners (court métrage)
- 1918 : High Tide
- 1918 : Tony America
- 1919 : L'Étreinte de la pieuvre
- 1920 : Prince d'Orient
- 1920 : Silk Hosiery
- 1920 : Vive la liberté (titre original : The Walk-Offs)[8]
- 1921 : The First Born
- 1922 : A Daughter of Australia (en)
- 1922 : Circumstance (en)
- 1922 : Sunshine Sally (en)
- 1922 : The Jungle Goddess
- 1925 : Scarlet and Gold